# Hans Gerding

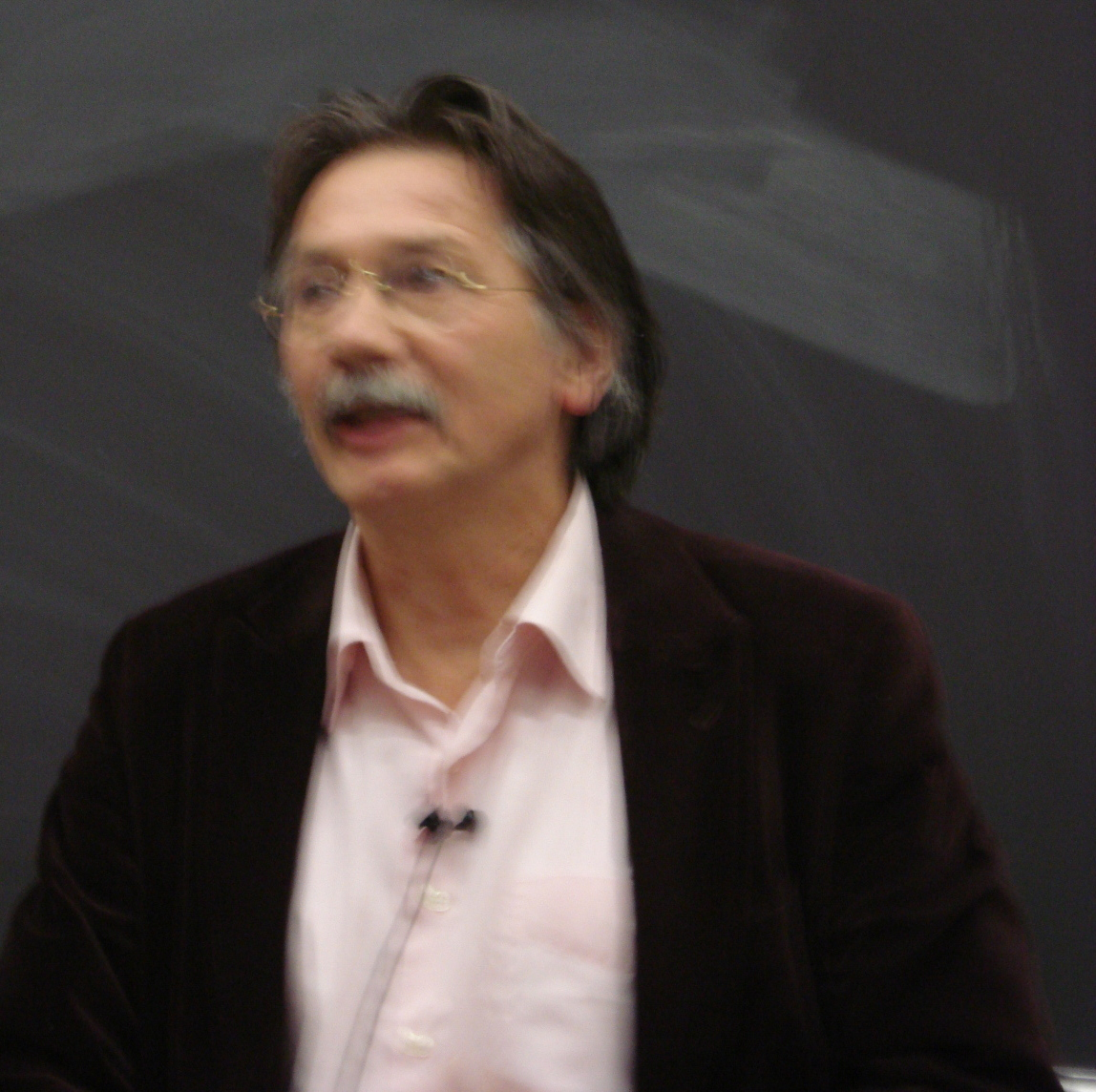
Hans Gerding op een symposium van A-Eskwadraat

Johan Lambert Frederik (Hans) Gerding (Haarlem, 31 juli 1947) is een Nederlandse filosoof en parapsycholoog.
Gerding is directeur van het Parapsychologisch Instituut te Utrecht en was namens de Stichting Proklos van 2004 tot 2013 bijzonder hoogleraar metafysica in de geest van de theosofie aan de faculteit der wijsbegeerte van de Universiteit Leiden.

## Referentie
- Profiel prod.dr. J.L.F. Gerding[dode link] in NARCIS

- Gemeinsame Normdatei: 1222311526
- International Standard Name Identifier: 0000 0000 2667 3300
- Library of Congress Control Number: n83327906
- Nederlandse Thesaurus van Auteursnamen: 069505284
- Virtual International Authority File: 33385866
- WorldCat: E39PBJd8f9g6B6PtrXwK684wmd